# Eastbourne (Nova Zelândia)

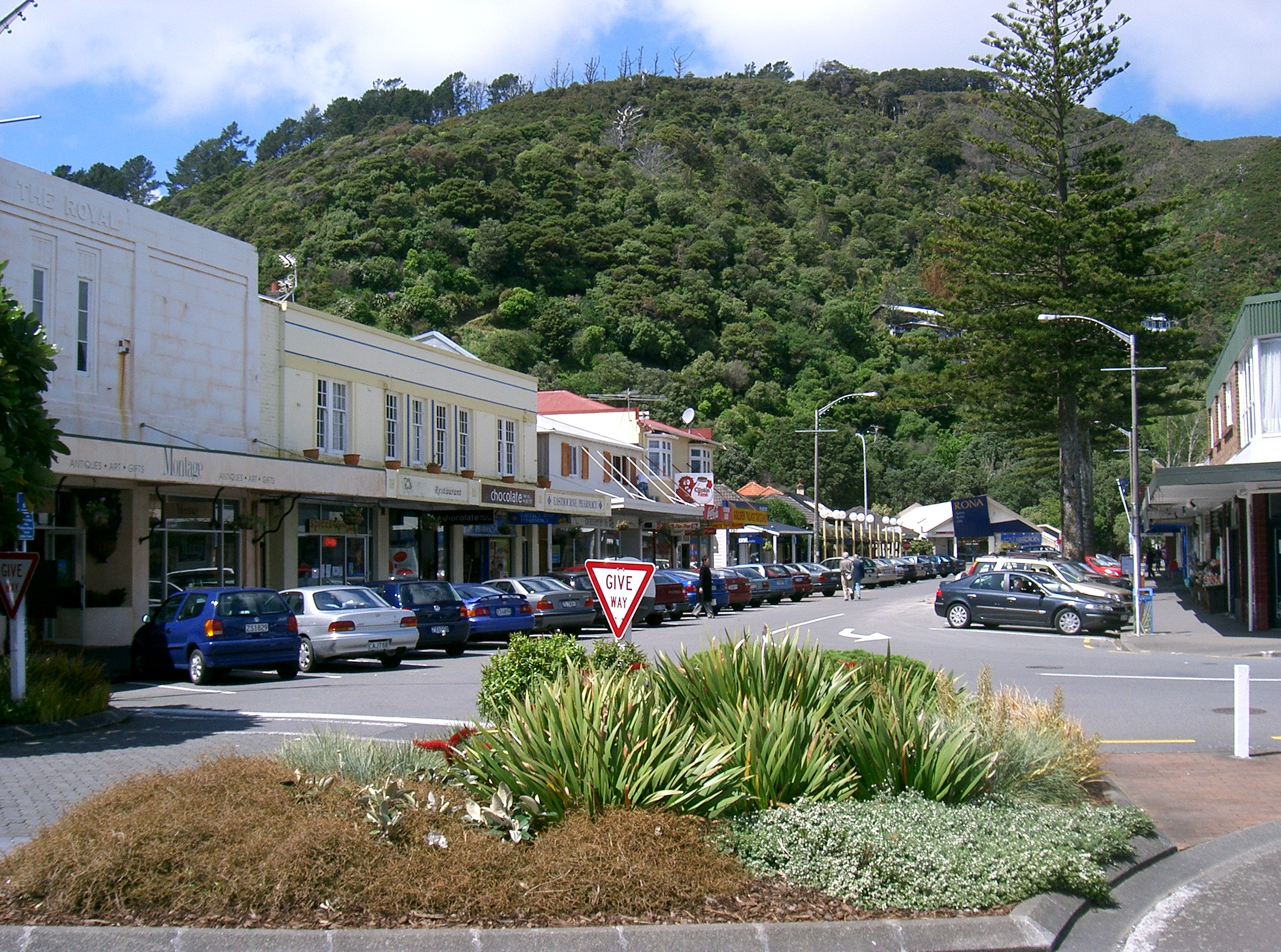

Eastbourne é um subúrbio da cidade de Lower Hutt no sul da ilha Norte da Nova Zelândia. Sua população é de cerca de 4 600 habitantes.